# 写真の会
写真の会（しゃしんのかい）は、西井一夫が発起人となり、写真評論家や研究者らを対象として1988年に結成された日本の団体。

## 歴史
1988年12月3日に有楽町マリオン14階の朝日新聞社の談話室で最初の会合が開催された。参加者は、伊藤俊治、鈴木志郎康、鈴木一誌ら、14名であった。
「写真の会賞」は第4回会合後に最初の受賞者を決定して1989年5月に授賞パーティーが開催された。第1回受賞者には会員で賞の選考委員だった大島洋が含まれていたが、推薦を受けたことで大島は選考委員を辞退した。以降、「写真家を会員に入れない」という慣習ができた。

## 会員資格他
上記の慣習を除くと会員の資格は会費の支払いのみが条件で、等しく賞の推薦権と責任を有する。
「写真の会賞」は「写真的行為」を対象としているため、写真家に限らず、写真の製版・印刷、写真集の編集といった業績での受賞者が存在する。